# Armillaria solidipes
Armillaria solidipes (trước đây là Armillaria ostoyae) là một loại nấm trong họ Physalacriaceae. Nó là biến thể phổ biến nhất ở miền tây Hoa Kỳ, của nhóm các loài rằng tất cả đã từng chia sẻ tên chung Armillaria mellea. Armillaria solidipes là loài nấm khá phổ biến trên cả hai loại gỗ cứng và gỗ tùng trong các khu rừng phía tây của đỉnh Cascade. Sợi nấm tấn công dát gỗ và có thể di chuyển khoảng cách rất xa dưới vỏ cây hoặc giữa các cây trong các hình thức rhizomorphs đen.
Trong hầu hết các khu vực Bắc Mỹ, Armillaria solidipescó thể được tách ra từ các loài khác bởi các đặc điểm của nó. Màu nâu của nó, quy mô khá nổi bật đặc trưng trên tai nấm, và vòng xuyến phát triển tốt trên gốc của nó khiến nó khác các loài Armillaria. (Herink, 1973)
Nó được biết đến là một trong những sinh vật sống lớn nhất, nơi mà các nhà khoa học đã ước tính một mẫu vật duy nhất được tìm thấy ở rừng quốc gia Malheur ở Oregon hiện tại là cây nấm lớn nhất thế giới theo diện tích bề mặt với khoảng 8.9 km² (2.200 mấu Anh) và hơn 2400 năm tuổi. Armillaria solidipes phát triển và lây lan chủ yếu dưới lòng đất và phần lớn các cơ quan nằm trên mặt đất, không thể nhìn thấy. Vì vậy, cơ thể không thể nhìn thấy bất cứ ai xem từ bề mặt. Nó chỉ là vào mùa thu khi sinh vật này sẽ nở hoa "nấm mật ong", có thể nhìn thấy bằng chứng của sinh vật nằm bên dưới. Sự cạnh tranh thấp đối với đất và chất dinh dưỡng đã cho phép loài này phát triển rất lớn, nó có thể bao gồm khu vực địa lý nhiều hơn bất kỳ sinh vật sống khác
.

## Hình ảnh

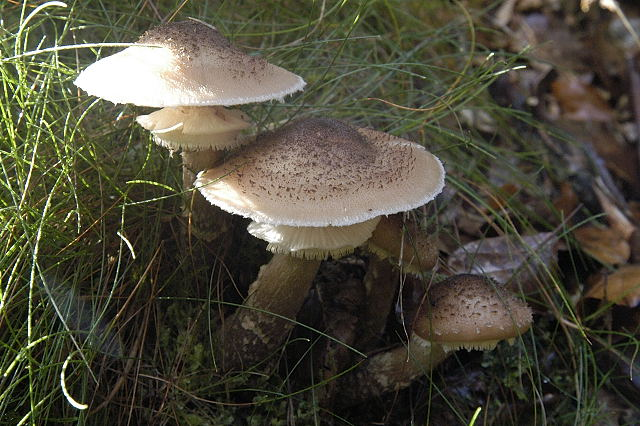
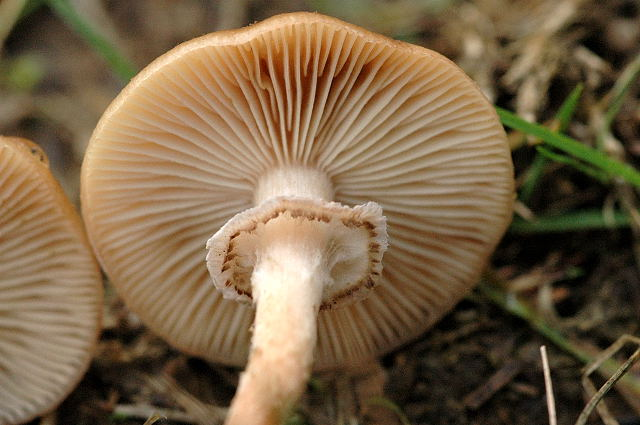
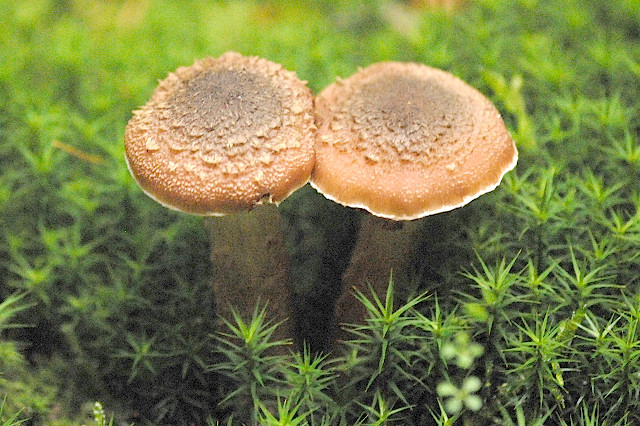
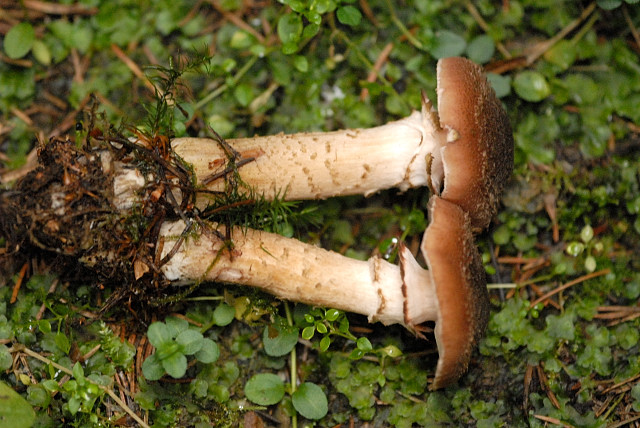